# Halo Custom Edition
Halo Custom Edition (a volte abbreviato Halo CE, da non confondersi con Halo: Combat Evolved) è una espansione di Halo: Combat Evolved rilasciata il 9 giugno 2004, convertito da GearBox Software per PC. Halo CE è stata commercializzata da GearBox come una versione non supportata dal gioco originale.

## Differenze conHalo: Combat Evolved
- I nemici lanciano granate meno frequentemente.
- Non si trovano Jackal Maggiori nella campagna.
- Il salto è stato aumentato.
- Sembra che le armi siano leggermente peggiorate in fatto di accuratezza e potenza.
- Sono state introdotte due nuove armi (il Cannone a Barre di Combustibile e il Lanciafiamme M7057 DP) e un nuovo veicolo (Rocket Warthog).

## Multiplayer
Halo: Custom Edition ha un multigiocatore migliore a quello di Halo: Combat Evolved, perché è possibile scaricare mappe aggiuntive che superano di gran lunga le migliaia. La particolarità delle mappe scaricabili è che sono presenti nuove armi e nuovi veicoli pilotabili.

### Originali
- Battle Creek
- Blood Gulch
- Boarding Action
- Derelict
- Chill Out
- Damnation
- Hang 'Em High
- Longest
- Prisoner
- Chiron TL-34
- Rat Race
- Sidewinder

### Aggiuntive (Presenti anche nella versione di Halo Combat Evolved per PC)
- Danger Canyon
- Death Island
- Gephyrophobia
- Ice Fields
- Infinity
- Timberland
- Wizard